# Rifugio Duca degli Abruzzi (Gran Sasso)
Das Rifugio Duca degli Abruzzi ist eine Schutzhütte der Sektion Rom des italienischen Alpenvereins CAI im Gran-Sasso-Massiv im Abruzzischen Apennin. Die Hütte verfügt über 24 Schlafplätze und einen Winterraum und ist in der Regel von Anfang Juni bis Ende September geöffnet sowie an den Wochenenden im Mai und Oktober.

## Lage

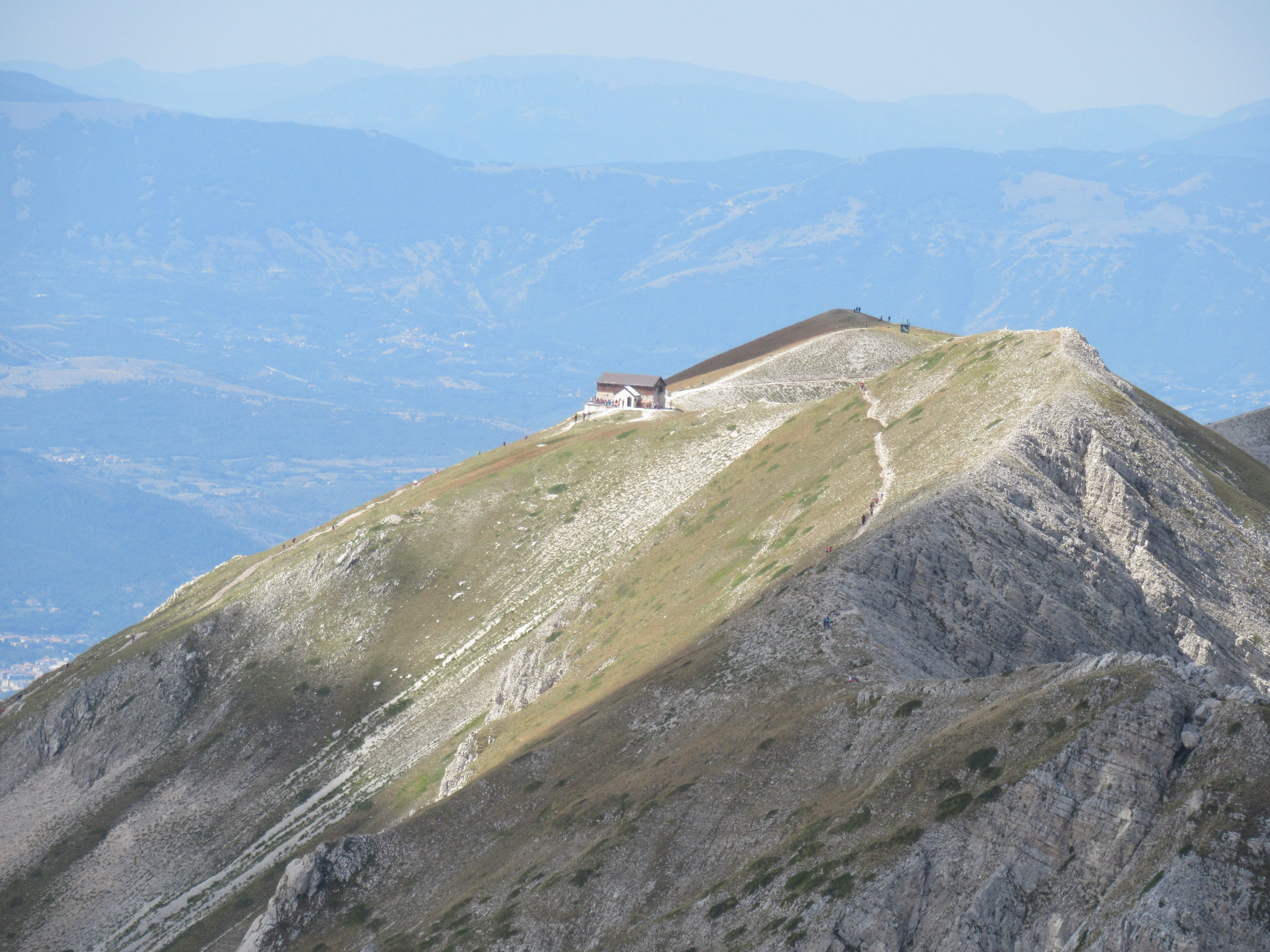
Das Rifugio am Gipfelgrat des Monte Portella

Die Hütte liegt östlich des Gipfels des Monte Portella knapp unterhalb des Gipfelgrrates unweit der Grenze zwischen den Provinzen L’Aquila und Teramo im Nationalpark Gran Sasso und Monti della Laga auf 2388 m s.l.m.. Südöstlich liegt das Wintersportgebiet von Campo Imperatore, das von der Hütte zu sehen ist. Am Rifugio Duca degli Abruzzi führt der Fernwanderweg Sentiero Italia vorbei.

## Geschichte
Das Rifugio Duca degli Aburzzi wurde 1908 von der CAI Sektion Rom eröffnet, nachdem sich der Standort des zwanzig Jahre zuvor erbauten und nicht weit entfernten Rifugio Garibaldi als schneeanfällig erwiesen hatte. Der windige Grat des Monte Portella, auf dem sich kein Schnee anhäufen konnte, bot sich deshalb als Standort an, auch wenn der Bau eine besonders robuste Bauweise erforderte. Das neue Rifugio wurde zu Ehren des Herzogs der Abruzzen und Forschungsreisenden Luigi Amedeo di Savoia-Aosta benannt. Bei der Einweihung am 28. Juni 1908 war der Herzog aus terminlichen Gründen zwar nicht anwesend, unter den 30 geladenen Gästen befand sich aber Prinz Karl Anton von Hohenzollern, der eine kurze Rede hielt. Angeführt wurde die am Vortag von Rom aus gestartete Delegation des CAI vom Abgeordneten und Vizepräsidenten der Sektion Rom Attilio Brunialti. 1934 wurde die Hütte erweitert. Die im gleichen Jahr erfolgte Eröffnung des nur etwa 40 Gehminuten entfernten Hotels Campo Imperatore führte zu einem Besucherrückgang und in der Folge zum Niedergang der Schutzhütte. Im Zweiten Weltkrieg wurde die heruntergewirtschaftete Hütte für militärische Zwecke zweckentfremdet. Nach dem Krieg wurde das Rifugio Duca degli Abruzzi mehrmals modernisiert und zwischen 2018 und 2019 vollständig renoviert.

## Zugänge
- Von Campo Imperatore, 2120 m ⊙ auf Weg 101 in 40 Minuten
- Von Prati di Tivo, 1450 m ⊙ auf Weg 100, 102 in 4 Stunden
- Von Fonte Cerreto, 1125 m ⊙ auf Weg 102 in 3½ – 4 Stunden

## Übergänge und Nachbarhütten
- Zum Rifugio Garibaldi, 2230 m ⊙ auf Weg 161, 101 in 20 Minuten.
- Zum Rifugio Franchetti, 2230 m ⊙ auf Weg 161, 101, 103 in 1 ½ – 2 Stunden.
- Zum Bivacco Bafile, 2669 m ⊙ auf Weg 161, 104 in 2 – 2 ½ Stunden.